# Bruxelles-Champêtre
Pour les articles homonymes, voir Bruxelles (homonymie).
 (mars 2016).
Si vous disposez d'ouvrages ou d'articles de référence ou si vous connaissez des sites web de qualité traitant du thème abordé ici, merci de compléter l'article en donnant les références utiles à sa vérifiabilité et en les liant à la section « Notes et références ».
Bruxelles Champêtre est un évènement ayant lieu dans le cadre journée sans voiture sur la Place des Palais et dans le Parc Royal de Bruxelles.

## Présentation de Bruxelles Champêtre
Bruxelles-Champêtre a été lancé en 2002 par quelques amis qui se sont donné le défi de faire « revivre » la Ville lors de la journée sans voiture.

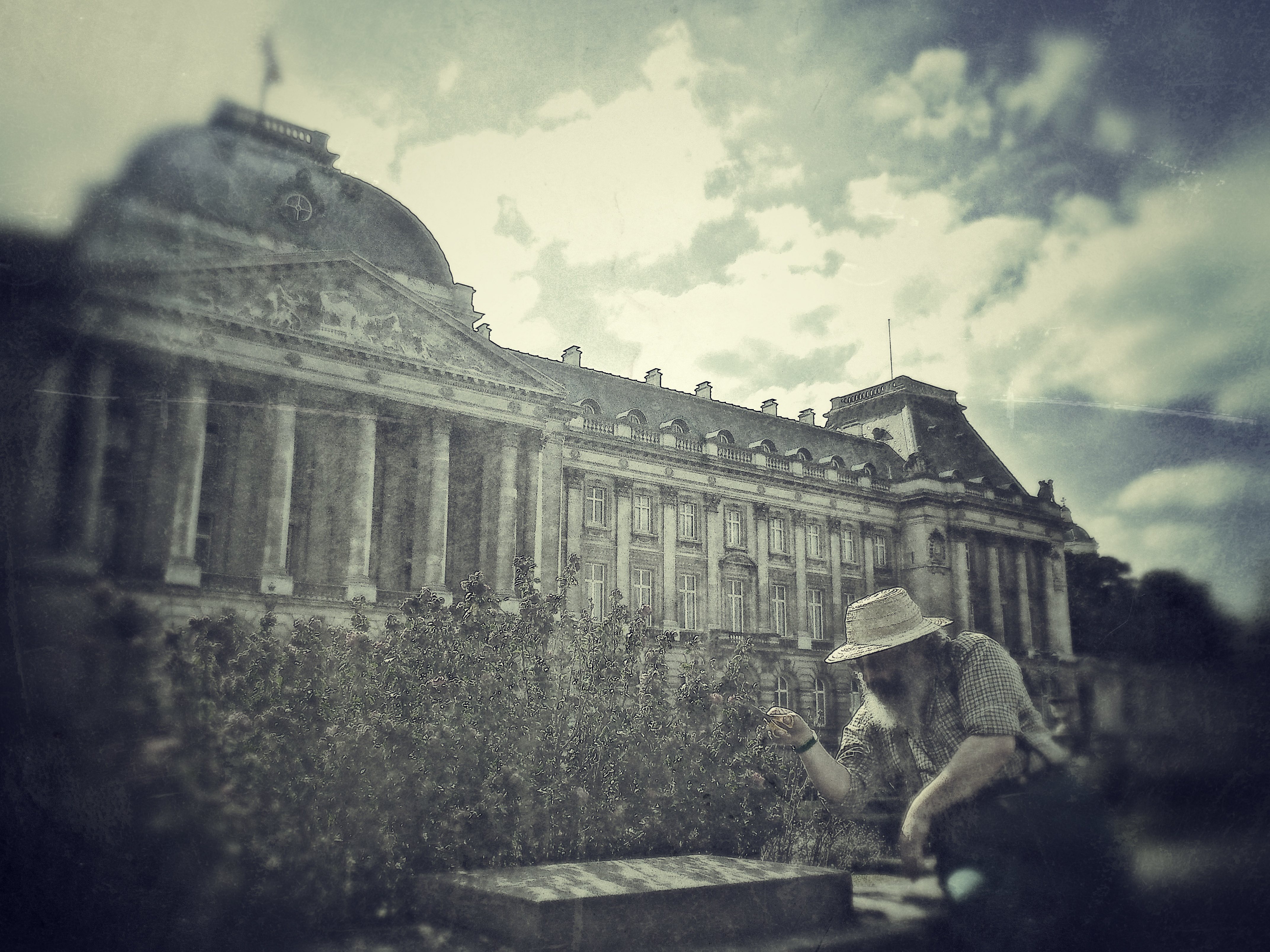
"Albert Le Jardinier"

Sont alors organisés un pique nique géant,  des activités autour des animaux de la ferme, des animations, des jeux, des concerts, de nombreux Food-truck, sans oublier la « zone brasseurs » avec une dizaine de brasseurs locaux.

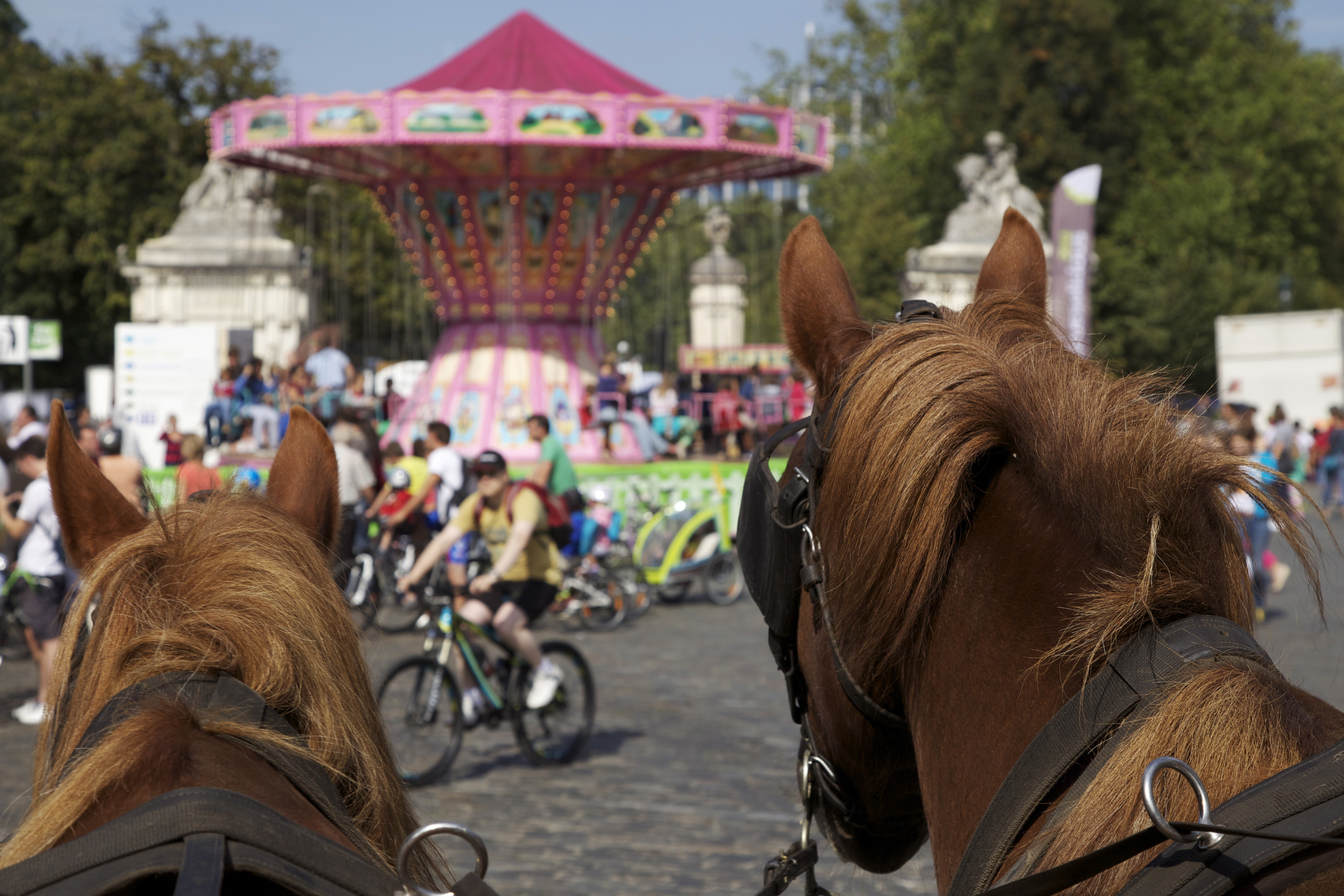
Un manège sur la Place des Palais